# Sáfrán Györgyi
Sáfrán Györgyi (Bácsbokod, 1911. március 8. – Budapest, 1985. február 22.) irodalomtörténész, pedagógiai író, könyvtáros, a magyarországi nőnevelés és Arany János munkásságának jelentős kutatója.

## Életpályája
Tanári diplomát és doktori oklevelet szerzett a szegedi tudományegyetemen. Előbb Szegeden (1943 és 1946 között), majd 1946 és 1948 között Budapesten kollégiumi igazgatóként dolgozott. 1948-tól húsz évvel későbbi nyugdíjba vonulásáig a Magyar Tudományos Akadémia Könyvtárában dolgozott mint tudományos főmunkatárs. Nyugdíjasként mintegy másfél évtizedig végzett kisegítő munkát a kézirattárban.

## Tudományos munkássága
Elsősorban Arany János életművét (beleértve levelezését), valamint a hazai nőnevelés, a leányiskolák történetét kutatta és dolgozta fel. Az MTAK kézirattárában ő tett hozzáférhetővé számos dokumentumot a kutatás számára. Részt vett Kosztolányi Dezső, Kosztolányi Dezsőné és Hitel Dénes, a nagy Kosztolányi-rajongó hagyatékának feldolgozásában is.

## Művei
- Zirzen Janka és az egységes magyar nőnevelés kezdete (Szeged, 1942)
- Arany János és Rozvány Erzsébet (Budapest, 1960)
- Teleki Blanka és köre (Budapest, 1963; Bukarest, 1979)
- Romain Rolland levelei Czeke Mariannehoz a Magyar Tudományos Akadémia Könyvtárában (Budapest, 1966)
- Kosztolányi Dezső hagyatéka. Kosztolányi Dezsőné Harmos Ilona hagyatéka. Hitel Dénes gyűjteménye (Budapest, 1978)
- Arany János-gyűjtemény. Petőfi Sándor - Szendrey Júlia kéziratok (Budapest, 1982)
- Történeti kutatások Kufsteinben (Budapest, 1984)
- Arany János akadémiai kézirataiból (Budapest, 1985)